# Coly-Saint-Amand
Coly-Saint-Amand ist eine französische Gemeinde mit 629 Einwohnern (Stand: 1. Januar 2022) im Département Dordogne in der Region Nouvelle-Aquitaine. Die Gemeinde gehört zum Arrondissement Sarlat-la-Canéda und zum Kanton Vallée de l’Homme.
Sie entstand mit Wirkung vom 1. Januar 2019 als Commune nouvelle durch Zusammenlegung der bis dahin selbstständigen Gemeinden Coly und Saint-Amand-de-Coly, die fortan den Status von Communes déléguées besitzen. Der Verwaltungssitz befindet sich in Saint-Amand-de-Coly.

## Gliederung
| Commune déléguée                      | ehemaliger INSEE-Code | ehemaliger Gemeindeverband                      | PLZ   | Fläche (km²) | Einwohnerzahl (2022) |
| ------------------------------------- | --------------------- | ----------------------------------------------- | ----- | ------------ | -------------------- |
| Saint-Amand-de-Coly (Verwaltungssitz) | 24364                 | Vallée de l’Homme                               | 24290 | 26,40        | 415                  |
| Coly                                  | 24127                 | Terrassonnais en Périgord Noir Thenon Hautefort | 24210 | 08,01        | 214                  |

## Geographie
Coly-Saint-Amand liegt ca. 45 Kilometer ostsüdöstlich von Périgueux und ca. 20 km nördlich von Sarlat-la-Canéda im Gebiet Périgord noir der historischen Provinz Périgord.
Umgeben wird Coly-Saint-Amand von vierzehn Nachbargemeinden:
| Condat-sur-Vézère    |                                             | Terrasson-Lavilledieu |
| Aubas                | Kompassrose, die auf Nachbargemeinden zeigt | La Cassagne           |
| La Chapelle-Aubareil | Saint-Geniès                                | Archignac             |

Coly-Saint-Amand liegt im Einzugsgebiet des Flusses Dordogne.
Nebenflüsse der Vézère durchqueren das Gebiet der Gemeinde,
- der Coly mit seinem Nebenfluss,
  - der Chironde, und
- der Doiran, der in Saint-Amand-de-Coly entspringt.[2][3]

## Sehenswürdigkeiten
| Name                          | Ort                 | Bemerkungen                                                  | Bild |
| ----------------------------- | ------------------- | ------------------------------------------------------------ | ---- |
| Abtei von Saint-Amand-de-Coly | Saint-Amand-de-Coly | 12. Jahrhundert, als Monument historique klassifiziert       |      |
| Schloss La Grande Filolie     | Saint-Amand-de-Coly | 14. Jahrhundert, als Monument historique eingeschrieben      |      |
| Ehemaliges Armenhospital      | Saint-Amand-de-Coly | 14. Jahrhundert                                              |      |
| Pfarrkirche Saint-Raphaël     | Coly                | 12. Jahrhundert                                              |      |
| Burgruine                     | Coly                | 12. Jahrhundert                                              |      |
| Herrenhaus Hautegente         | Coly                | 13. Jahrhundert, erweitert als Herrenhaus im 18. Jahrhundert |      |
| Herrenhaus Bouch              | Coly                | 16. Jahrhundert                                              |      |

## Wirtschaft und Infrastruktur

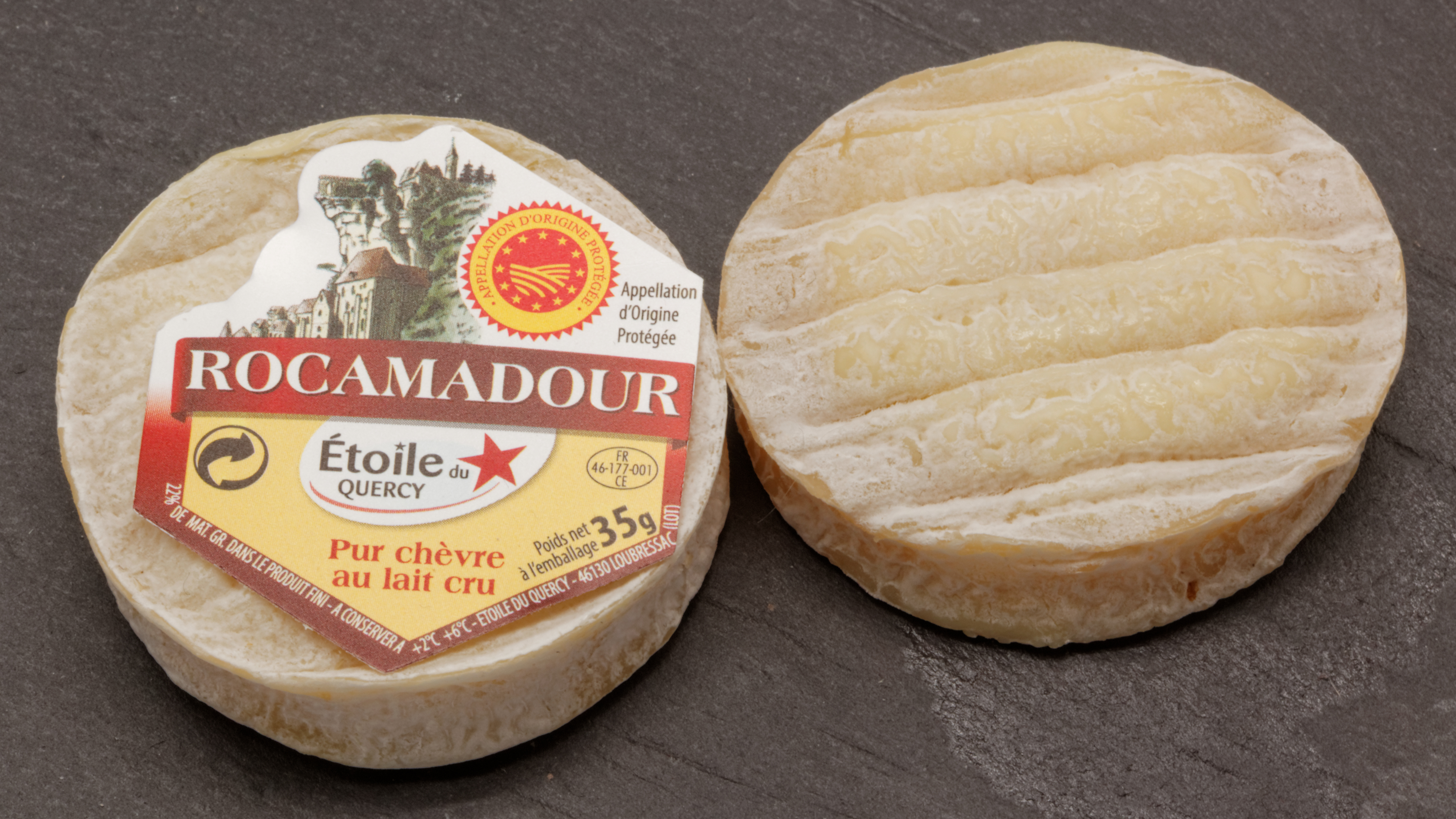
Rocamadour

Coly-Saint-Amand liegt in den Zonen AOC der Walnüsse des Périgord, des Nussöls des Périgord und der Käsesorte Rocamadour.

### Bildung
Die Gemeinde verfügt über eine öffentliche Vor- und Grundschule mit 42 Schülerinnen und Schülern im Schuljahr 2018/2019.

### Sport und Freizeit
- Der GR 461, ein Fernwanderweg von Montignac-Lascaux nach Terrasson-Lavilledieu führt auch durch das Zentrum der Gemeinde.[8]

- Der Rundweg Boucle sur le Causse de Coly besitzt eine Länge von 10,8 km bei einem Höhenunterschied von 122 m. Er führt vom Zentrum von Coly durch das Gebiet der Gemeinde unter anderem am Schloss von Coly vorbei.[9]

- Der Rundweg De Coly à la chapelle Mouret besitzt eine Länge von 6,3 km bei einem Höhenunterschied von 154 m. Er führt vom Zentrum von Coly zur Kapelle Notre-Dame in Mouret, einem Weiler der Nachbargemeinde Terrasson-Lavilledieu und zurück.[10]

- Der Rundweg Boucle de font de bouch besitzt eine Länge von 5,8 km bei einem Höhenunterschied von 90 m. Er führt vom Zentrum von Coly durch das Gebiet der Gemeinde und teilweise der Nachbargemeinde Terrasson-Lavilledieu unter anderem am Schloss von Coly und am Herrenhaus Hautegente vorbei.[11]

- Der Wanderweg Dans les pas des Hommes de Lascaux Etape1: Terrasson-St Amand de Coly besitzt eine Länge von 13,4 km bei einem Höhenunterschied von 186 m. Er führt vom Zentrum Nachbargemeinde Terrasson-Lavilledieu durch das Gebiet der Gemeinden zum Zentrum von Coly-Saint-Amand.[12]

- Der Rundweg Itinéraire de St Amand de Coly-Plus Beaux Villages de France besitzt eine Länge von 2,0 km bei einem Höhenunterschied von 73 m. Er führt um das Zentrum von Saint-Amand-de-Coly herum, das eines der Plus beaux villages de France (Schönste Dörfer Frankreichs) klassifiziert ist.[13]

- Der Radrundweg Circuit vélo des Villages médiévaux de la Vallée de la Vézère besitzt eine Länge von 36,0 km bei einem Höhenunterschied von 200 m. Er führt von Montignac über Gebiete der Gemeinden des Vézère-Tals auch am Zentrum vom Saint-Amand-de-Coly vorbai.[14]

### Verkehr
- Die Route départementale 62 durchquert die Gemeinde von Nordwest nach Südost und verbindet sie im Nordwesten mit der Nachbargemeinde Condat-sur-Vézère und im Osten mit der Nachbargemeinde La Cassagne.
- Die Route départementale 64 zweigt von ihr im Gemeindegebiet in südlicher Richtung ab und führt zur Nachbargemeinde Saint-Geniès.
- Die Route départementale 64, die ehemalige Route nationale 704, durchquert die Gemeinde von Nordwest nach Süden und verbindet Coly-Saint-Amand mit Montignac im Westen und mit Sarlat-la-Canéda über Saint-Geniès im Süden.